# Radio Reloj (Cuba)
Radio Reloj es una radio informativa de Cuba. Se fundó el 1 de julio de 1947 en La Habana. La radio se caracteriza por el sonido continuo de un segundero de reloj, el anuncio de la hora a cada minuto y la programación informativa en vivo las 24 horas de cada día. Fue una de las primeras emisoras de transmisión continua de Hispanoamérica. Es una emisora de carácter nacional, que forma parte del Sistema de la Radio Cubana, dirigida por el estatal Instituto Cubano de Radio y Televisión.

## Historia
A las 6:00 a. m. del 1 de julio de 1947, desde un local ubicado en la azotea del antiguo circuito CMQ, en la calle Monte esquina a Prado, en La Habana, comenzó a salir al aire la emisora Radio Reloj. En aquel pequeño e inadecuado local, había una mesa, un micrófono, un metrónomo y dos sillas.
La idea de implantar el estilo radiofónico de esta planta llegó a Cuba de la mano de Gaspar Pumarejo, en ese entonces Jefe de Programación del Circuito CMQ, quien conoció de la existencia en México de una planta, denominada XEQK, que daba la hora cada minuto, intercalando avisos comerciales pregrabados. Pumarejo le propuso a Goar Mestre, propietario de la CMQ, crear una emisora similar, pero alternando la hora con anuncios en vivo y noticias.

## Estilo propio
La emisora no trasmite música ni grabaciones; el único sonido que se escucha al sintonizarla es el tic tac de las frecuencias de un reloj y la voz de los locutores. Es patrón oficial de tiempo y frecuencia para Cuba.
El peculiar estilo radiofónico de Radio Reloj, de ofrecer las informaciones complementadas con la marcha del tiempo, minuto a minuto, durante las 24 horas del día, obligó al empleo de una brevedad de expresión que evitara el divorcio entre la palabra oral del locutor y la palabra escrita por el redactor o el reportero.
Las cuartillas de a dos voces deben tener entre 15 y 16 líneas escritas, y las de una voz, entre 13 y 15. Si la información reúne ese requisito y el locutor desde el comienzo lee a un ritmo adecuado, debe concluir en el minuto exacto. Si una información se extiende por más de un minuto, el periodista debe escribir al final de este la palabra CONTINUARÁ, y si la noticia concluye en el minuto siguiente, debe ubicar la palabra CONCLUSIÓN al final del título.
En la actualidad esa planta llega a toda Cuba y tiene sonido en vivo por Internet, mientras mantiene una red de corresponsales permanentes en las 15 provincias cubanas y la Isla de Pinos. En Internet tiene dos sitios: "Radio Reloj" y "Notinet de Cuba", además en su sitio principal tiene un enlace a "Verdades de Cuba" con temas de actualidad. Posee una cadena nacional con 22 transmisores en onda media y uno en FM con 16 frecuencias.
Destacados locutores de distintas épocas han sido la voz de "Radio Reloj" algunos de ellos son: Isabel Fernández, Pedro Luis Fernández Vila, Laureano Céspedes, Luis Alarcón Santana, Félix Travieso, Carlos Torres, Ibrahim Aput, Marlon Marlon e Idania Martínez Grandales.